# Ricardo Anadón Frutos
Ricardo Anadón Frutos (Barcelona, 1918 -Huelva, 16 de agosto de 2013), arquitecto español.

## Biografía
Realiza los estudios de arquitectura en Madrid, titulándose en 1946. Enseguida se traslada a Huelva, donde desarrollará su carrera profesional y pasará la mayor parte de su vida. Interviene en la construcción de dos edificios para la ciudad onubense: el estadio de fútbol Colombino (1957) y la plaza de toros Monumental (1968). En 1956 le llega de la Real Academia de Bellas Artes de San Fernando el nombramiento como académico correspondiente en Huelva.
En su labor como arquitecto municipal y urbanista, algunas de sus actuaciones destacadas fueron la ampliación de la Plaza de las Monjas, la construcción de la Iglesia de San Sebastián o la reedificación de la capilla de San Antonio Abad. También realizó el edificio del hotel Costa de la Luz y varios barrios residenciales. 

## Premios y distinciones
- Miembro correspondiente de la Real Academia de Bellas Artes de San Fernando representando a Huelva (1956)
- Premio Nacional de Arquitectura (1947)

- Datos: Q27864259